# X Games de Invierno Aspen 2019
La XXIII edición de los X Games de Invierno se celebró en Aspen (Estados Unidos) entre el 24 y el 27 de enero de 2019 bajo la organización de la empresa de televisión ESPN.
Se disputaron pruebas de esquí acrobático y snowboard.

## Medallistas de esquí acrobático

### Masculino
| Evento     | Oro                           | Plata                           | Bronce                      |
| ---------- | ----------------------------- | ------------------------------- | --------------------------- |
| Big air    | Birk Ruud · Noruega           | Alex Beaulieu-Marchand · Canadá | James Woods Reino Unido     |
| Slopestyle | Alexander Hall Estados Unidos | Alex Beaulieu-Marchand · Canadá | Ferdinand Dahl · Noruega    |
| Superpipe  | Alex Ferreira Estados Unidos  | David Wise Estados Unidos       | Nico Porteous Nueva Zelanda |

### Femenino
| Evento     | Oro                      | Plata                   | Bronce                       |
| ---------- | ------------------------ | ----------------------- | ---------------------------- |
| Big air    | Mathilde Gremaud · Suiza | Johanne Killi · Noruega | Kelly Sildaru Estonia        |
| Slopestyle | Kelly Sildaru Estonia    | Sarah Höfflin · Suiza   | Maggie Voisin Estados Unidos |
| Superpipe  | Cassie Sharpe · Canadá   | Kelly Sildaru Estonia   | Rachael Karker · Canadá      |

## Medallistas de snowboard

### Masculino
| Evento       | Oro                            | Plata                        | Bronce                     |
| ------------ | ------------------------------ | ---------------------------- | -------------------------- |
| Big air      | Takeru Otsuka Japón            | Mark McMorris · Canadá       | Sven Thorgren · Suecia     |
| Slopestyle   | Mark McMorris · Canadá         | Rene Rinnekangas · Finlandia | Mons Røisland · Noruega    |
| Superpipe    | Scott James Australia          | Yuto Totsuka Japón           | Danny Davis Estados Unidos |
| Knuckle Huck | Fridtjof Tischendorf · Noruega | —                            | —                          |

### Femenino
| Evento     | Oro                                | Plata                              | Bronce                        |
| ---------- | ---------------------------------- | ---------------------------------- | ----------------------------- |
| Big air    | Laurie Blouin · Canadá             | Zoi Sadowski-Synnott Nueva Zelanda | Jamie Anderson Estados Unidos |
| Slopestyle | Zoi Sadowski-Synnott Nueva Zelanda | Hailey Langland Estados Unidos     | Enni Rukajärvi · Finlandia    |
| Superpipe  | Chloe Kim Estados Unidos           | Queralt Castellet · España         | Cai Xuetong China             |